# Галапагосские хомячки
Галапагосские хомячки (лат. Nesoryzomys) — род млекопитающих из подсемейства американских грызунов Sigmodontinae семейства хомяковых, обитающий на Галапагосских островах. Среди них пять видов, два из которых уже вымерли. Они тесно связаны с рисовыми хомяками (Oryzomys) и иногда включаются в этот род.

## Описание
Длина тела этих животных достигает от 10 до 20 сантиметров и длины хвоста от 8 до 14 сантиметров. Мех черно-серый, буроватого или красноватого цвета, в зависимости от вида, характерна удлинённая морда.

## Среда обитания и образ жизни
Галапагосские хомячки ведут ночной образ жизни и используют расщелины или роют норы в качестве убежища. В остальном об их образе жизни мало что известно. Считается, что исчезновение большинства видов связано с появлением серых и чёрных крыс. Популяции на острове Фернандина, где нет интродуцированных крыс, все ещё существует.

## Систематика
Известны пять видов:
- †Дарвинов хомячок (Nesoryzomys darwini) был найден на острове Санта-Крус, и последний раз его видели в 1930 году. Считается вымершим.
- Фернандинский хомячок (Nesoryzomys fernandinae) обитает на острове Фернандина. Впервые был описан в 1979 году на основе двух черепов, извлеченных из совиных погадок, вновь обнаружен в 1997 году.
- †Сантакрусский хомячок (Nesoryzomys indefessus) был эндемик Санта-Крус (ранее Indefatigable «Неутомимый»). Последний раз его видели в 1934 году, и считается, что он вымер.
- Сансальвадорский хомячок (Nesoryzomys swarthi) является эндемиком Сан-Сальвадора.
- Nesoryzomys narboroughi является эндемиком Фернандины и считается находящимся под угрозой исчезновения.